# Куна (Айдахо)
Куна (англ. Kuna) — місто в окрузі Ада, штат Айдахо, США. За оцінками на 2008 населення становило 13 354 особи.

## Історія
Історія Куни бере початок від кінцевої станції на залізниці, що простяглася від столиці штату Бойсе. Поширена думка, що термін «Куна» означає «кінець шляху», однак існує версія і про те, що мовою індіанців шошонів це слово означає "зелений лист, придатний для куріння».

## Географія та клімат
Куна лежить у західній частині округу Ада за координатами 43°29′6″ пн. ш. 116°24′0″ зх. д. / 43.48500° пн. ш. 116.40000° зх. д. (43.484941, -116.399925), приблизно за 29 км від Бойсе. Висота центру міста становить 821 м. Площа міста становить 6,2 км², водна поверхня практично відсутня. На півдні міста розташовані лавові печери. Через місто протікає іригаційний канал Індіан-Крік, який місцеві жителі використовують для сплаву.
| Кліматограма Куни                                                                                            | Кліматограма Куни | Кліматограма Куни | Кліматограма Куни | Кліматограма Куни | Кліматограма Куни | Кліматограма Куни | Кліматограма Куни | Кліматограма Куни | Кліматограма Куни | Кліматограма Куни | Кліматограма Куни |
| --- | ----------------- | ----------------- | ----------------- | ----------------- | ----------------- | ----------------- | ----------------- | ----------------- | ----------------- | ----------------- | ----------------- |
| С | Л                 | Б                 | К                 | Т                 | Ч                 | Л                 | С                 | В                 | Ж                 | Л                 | Г                 |
| 31 4 −5 | 25 8 −3           | 32 14 0           | 27 18 3           | 33 23 7           | 17 28 11          | 6.6 33 14         | 5.8 33 13         | 12 27 8           | 19 3              | 32 10 −2          | 37 4 −6           |
| Середня макс. і мін. температури повітря (°C) Атмосферні опади (мм), за рік : 278,8 мм. Джерело: weather.com |                   |                   |                   |                   |                   |                   |                   |                   |                   |                   |                   |

## Демографія
Нижче наведено динаміку чисельності населення міста:

### Перепис 2010 року
Згідно з переписом 2010 року, у місті проживало 15 210 осіб у 4 782 домогосподарствах у складі 3 838 родин. Густота населення становила 324,8 особи/км². Було 5 108 помешкань, середня густота яких становила 109,1/км². Расовий склад міста: 91,2 % білих, 0,6 % афроамериканців, 0,8 % індіанців, 0,7 % азіатів, 0,1 % тихоокеанських остров'ян, 3,6 % інших рас, а також 2,9 % людей, які зараховують себе до двох або більше рас. Іспанці і латиноамериканці незалежно від раси становили 8,6 % населення.
Із 4 782 домогосподарств 56,1 % мали дітей віком до 18 років, які жили з батьками; 63,3 % були подружжями, які жили разом; 11,9 % мали господиню без чоловіка; 5,1 % мали господаря без дружини і 19,7 % не були родинами. 14,8 % домогосподарств складалися з однієї особи, у тому числі 3,9 % віком 65 і більше років. В середньому на домогосподарство припадало 3,18 мешканця, а середній розмір родини становив 3,53 особи.
Середній вік жителів міста становив 28,1 року. Із них 37,7 % були віком до 18 років; 7,4 % — від 18 до 24; 35,1 % від 25 до 44; 15,3 % від 45 до 64 і 4,4 % — 65 років або старші. Статевий склад населення: 49,9 % — чоловіки і 50,1 % — жінки.
Середній дохід на одне домашнє господарство  становив 58 977 доларів США (медіана — 57 417), а середній дохід на одну сім'ю — 63 931 долар (медіана — 64 795). Медіана доходів становила 42 065 доларів для чоловіків та 40 166 доларів для жінок. За межею бідності перебувало 13,2 % осіб, у тому числі 16,1 % дітей у віці до 18 років та 19,1 % осіб у віці 65 років та старших.
Цивільне працевлаштоване населення становило 7242 особи. Основні галузі зайнятості: освіта, охорона здоров'я та соціальна допомога — 22,6 %, роздрібна торгівля — 12,4 %, науковці, спеціалісти, менеджери — 11,3 %, мистецтво, розваги та відпочинок — 10,3 %.

### Перепис 2000 року
Станом на 2000 рік налічувалося 1 793 домашніх господарств та 1 390 сімейств. Расовий склад населення станом на 2000:
- білі — 94,6 %;
- афроамериканці — 0,3 %;
- індіанці — 0,7 %;
- азіати — 0,4 %;
- океанійці — 0,1 %;
- інші раси — 1,9 %;
- дві і більше раси — 2,1 %.

Середній дохід домогосподарств у місті становив US$40 617, родин — $42 956. Середній дохід чоловіків становив $32 236 проти $22 473 у жінок. Дохід на душу населення в місті був $13 891. Близько 10,1 % родин і 14,2 % населення перебували за межею бідності, включаючи 19,3 % віком до 18 років і 33,0 % від 65 і старших.

## Звичаї
Щорічно в середині травня проводиться фестиваль заповідника Снейк-Рівер (Snake River Birds of Prey National Conservation Area), під час якого відбуваються лекції та екскурсії про хижих птахів.

## Відомі мешканці
- Бернард Фішер, льотчик